# Silla del Moro
La Silla del Moro (denominación popular, a partir de 1810) o Castillo de Santa Elena (desde el siglo XVII), es un pequeño castillo de época nazarí, situado en la falda norte del Cerro de Santa Elena a una cota cercana a unos 853 metros sobre el nivel del mar, que formaba parte del sistema defensivo del Generalife y la Alhambra, en la ciudad de Granada, comunidad autónoma de Andalucía, España.
Fue construido en el siglo XIII, como parte de una cerca defensiva del Generalife, sobre el que se situaba. Quedó arruinado en el siglo XVII y no volvió a reconstruirse, hasta la actualidad. En su momento (siglo XIV), incluyó una mezquita, según algunos autores, aunque este extremo no ha sido probado documentalmente. Se sitúa en un extremo de la parte superior del Cerro del Sol, con vistas al valle del río Darro y a la ciudad. En su momento, formaba parte del sistema defensivo  de la Dehesa del Generalife. Su función principal era el control de la distribución de agua de la acequia hacia los palacios del Generalife y la Alhambra, y las huertas circundantes.
Al parecer, estuvo conectado directamente con el palacio de Dar al-Arusa, del que se abastecía de agua, pues en 1929 se descubrieron restos de una conducción, escalera y torre, con fragmentos de bóvedas. 
En 1623, el castillo aún permanecía completamente en pie, según se recoge en un grabado de Daniel Meisner. En el siglo XVIII, sin embargo, ya había desaparecido el cuerpo de la torre principal. En el siglo XX, sufrió diversas intervenciones negativas, con la finalidad de realizar sobre su obra, primero un mirador (1942), y después un restaurante (1966-1970), que llegó a construirse, aunque nunca entró en uso. En la década de 1980, la construcción añadida para el restaurante se vino abajo parcialmente, debido a su mala factura, tras lo que el Patronato de la Alhambra y Generalife, órgano gestor del recinto, acordó demoler el resto de añadidos y comenzar su restauración, que ha finalizado en 2010.
Bajo el castillo, existen diversas galerías y túneles, cuya datación y finalidad se desconocen.